# 覇王マガジン
『覇王マガジン』（はおうマガジン）は、1993年から1997年にかけて講談社が刊行していたゲーム雑誌（創刊時の雑誌名は『スーパーゲームマガジン覇王 -HAOH-』）。

## 概要
講談社は、子会社のアスク講談社がゲームソフトの開発・販売に進出していたものの、集英社・小学館などに比べるとゲーム業界とはある程度の距離を置く関係を続けてきた。ところが、1993年に一転してゲーム雑誌参入を表明し、同年9月に『コミックボンボン』のゲーム担当編集者らが中心となって『覇王』が創刊された。当初は月刊誌で、創刊時から半年後に月2回刊へ移行することを宣言していた。
毎号、漫画家がリレー形式で表紙を手がけており、創刊号は大友克洋、この他に 安彦良和、麻宮騎亜、島本和彦、石川賢なども表紙を描いている。また、ラジオ番組『佐竹雅昭の覇王塾』（文化放送）との番組・誌面での連動も行っていた。
しかし、1994年末の次世代ゲーム機ラッシュに伴うゲーム雑誌の氾濫で部数が低迷した。1996年3月より『月刊覇王マガジン』に改題し、『Vジャンプ』（集英社）や『ファミ通ブロス』（エンターブレイン）に近い路線へリニューアルしたが、部数は回復せず1997年5月号を最後に休刊した。

## 特徴
『覇王』の頃はスーパーファミコンとメガドライブのゲームを多く紹介しており、一方でPCエンジンに関しては少なめであった。スーパーファミコンの一部のゲームソフトの容量を他誌では明示していたのに対し、『覇王』は“容量未定”とするなど、他のゲーム誌に比べて情報収集は遅かった。レビューについては、1990年代まで講談社が得意としていた『機動戦士ガンダム』系のゲームや講談社系の漫画を題材にしたキャラクターゲーム等は、他誌のレビューよりも評価が甘いという指摘もある。
『覇王マガジン』時代には、プレイステーションとセガサターンのソフトの紹介をするようになったが、情報の遅れは変わらず、ガンダム関連のゲームの特集ページにほとんどを費やすようになった。特に小学館と集英社などの他誌からとのタイアップ作品は、一切掲載せず、講談社のメディアミックス路線の一環としてのゲーム情報誌の立場を堅持した。
『覇王』のイメージキャラクターとして、当時の人気格闘家佐竹雅昭を起用し「佐竹雅昭の覇王塾」というミニコーナーを連載していた。また、『覇王』のタイアップ番組に『スーパーゲームクイズ覇王』（テレビ東京系）も存在した。

## ゲーム攻略本
『覇王』が創刊される前は、『コミックボンボン』のムックでゲーム攻略本を刊行していたが、『覇王』創刊後にゲーム攻略本「覇王ゲームスペシャル」として1994年に刊行。主に『覇王』と『覇王マガジン』で掲載されたゲームを中心に、中にはカプコンから発売されたディズニー系のゲームの攻略本も刊行していた。また、現在小学館の独占になっている『ポケットモンスター』（一部の作品による）の攻略本も出していた。『覇王マガジン』本誌の休刊後も、『コミックボンボン』のゲームコーナーなどで紹介していたゲーム（『メダロット』『ロックマン』他）をメインに刊行。2001年まで“覇王”ブランドで刊行された。
その後は「講談社ゲームBOOKS」に改め、主にバンダイナムコエンターテインメント（『ゴッドイーター』など）、セガ（『戦場のヴァルキュリア』『シャイニングシリーズ』など）のゲームソフト（PSP、PS3などSCEI系ハードで発売されたゲームソフトのみ扱う）と講談社系キャラクターゲーム（こちらも主にSCEI系ハードで発売されたゲームソフトのみ扱う）を中心に刊行していた。ただし、任天堂系（Wii、DS・3DSほか）ハードで発売されたゲームソフトの攻略本は一切刊行されていない。また、アーケードゲーム『三国志大戦』シリーズの攻略本も出していたが、『三国志大戦3 猛き鳳凰の天翔』以降の新バージョン対応の攻略本は発売されていない。
ガンダム関連のゲームソフト攻略本も「覇王ゲームスペシャル」と「講談社ゲームBOOKS」の両誌で刊行されていたが、2005年発売のPS2ソフト『機動戦士ガンダム 一年戦争』を最後に、現在ガンダム関連のゲーム攻略本は刊行されていない。
エニックス（当時）のゲーム『スターオーシャン』シリーズ、『ヴァルキリープロファイル』を講談社が全面的にプッシュしていたため、ゲーム攻略本も刊行していたが、スクウェア・エニックス合併後は刊行されていない。
2018年現在、講談社はゲームソフトの攻略本は刊行していない。

## 連載漫画
『覇王』と『覇王マガジン』で連載された代表作はこちら。このうち『機動戦士ガンダム外伝 THE BLUE DESTINY』と『新機動戦記ガンダムW BATTLEFIELD OF PACIFIST』は、その後ボンボンKCで再版された。
- 幕末覇王伝カオル（宇野比呂士）
- SAMURAI SPIRITS 島原天草邪神城攻略編（石川賢&ダイナミックプロ）
- ザ・キング・オブ・ファイターズ京（夏元雅人）→最終話のみ『コミックボンボン』増刊号に掲載
- 愛の革命（斉藤富士夫）
- 神聖伝メガシード創生編（きのえ真二、監修・バンプレスト）
- 機動戦士ガンダム外伝 THE BLUE DESTINY（高山瑞穂）
- 新機動戦記ガンダムW BATTLEFIELD OF PACIFIST（ときた洸一）→『コミックボンボン』増刊号に掲載
- 苺タイムス（竹本泉）
- ひよどりにっき（竹本泉）
- しりももSHAKE! (榎本俊二)